# Boris Georgiev
Pour les articles homonymes, voir Georgiev.
Boris Geogiev (en bulgare : Борис Георгиев) est un boxeur bulgare né le 5 décembre 1982.

## Carrière
Aux Jeux olympiques d'été de 2004, il combat dans la catégorie des super-légers et remporte la médaille de bronze, battu en demi-finale par Yudel Johnson. 